# غلام‌آباد (کوهرنگ، شمال)
غلام‌آباد یک روستا در ایران است که در دهستان دشت زرین شهرستان کوهرنگ واقع شده‌است. براساس سرشماری مرکز آمار ایران در سال ۱۳۹۵، غلام‌آباد ۸۹ نفر جمعیت دارد.